# 10. Fallschirmjäger-Division (Wehrmacht)
Die 10. Fallschirmjäger-Division war ein Großverband der Luftwaffe der deutschen Wehrmacht während des Zweiten Weltkrieges.

## Geschichte

### Aufstellung
Die Division wurde im März 1945 im Raum Krems-Melk aufgestellt. Hierfür wurden Teile der 1. und 4. Fallschirmjäger-Division aus Italien herangezogen, indem sie aus jedem ihrer Regimenter ein Bataillon und eine Artillerie-Abteilung abgaben. Hieraus sollten die drei Regimenter gebildet werden.
Im April 1945 war aber lediglich eine Fallschirm-Panzerjäger-Abteilung 10 (mit fünf Kompanien), ein Fallschirm-Artillerie-Regiment 10 (mit drei Batterien), eine Fallschirm-Nachrichten-Abteilung 10 (mit zwei Kompanien) und eine Verwaltungs- und Werkstatt-Kompanie verzeichnet, welche aber nicht der Division, sondern einer anderen  Fallschirmjäger-Division zugeordnet waren. Ende April bekam die Division Ersatz aus dem aufgelösten Jagdgeschwader 101 zugeführt.

### Einsatz
Die 10. Fallschirmjäger-Division kam im Mai 1945 zum Großteil zur 1. Panzerarmee bei der Heeresgruppe Mitte und kämpfte in Mähren. Ein Teil der Division blieb in Österreich bei der Heeresgruppe Ostmark und stand zur Verfügung der 6. Panzerarmee.

### Kapitulation
Das verstärkte Fallschirmjäger-Regiment 30 kam bei St. Pölten zum Einsatz, wobei die restlichen Teile der Division im Verladeraum Melk verblieben und auf dem Weg an die Ostfront bei Iglau in sowjetische Kriegsgefangenschaft kamen.

## Geplante Gliederung
- Fallschirmjäger-Regiment 28
- Fallschirmjäger-Regiment 29
- Fallschirmjäger-Regiment 30